# Szentkirályszabadja

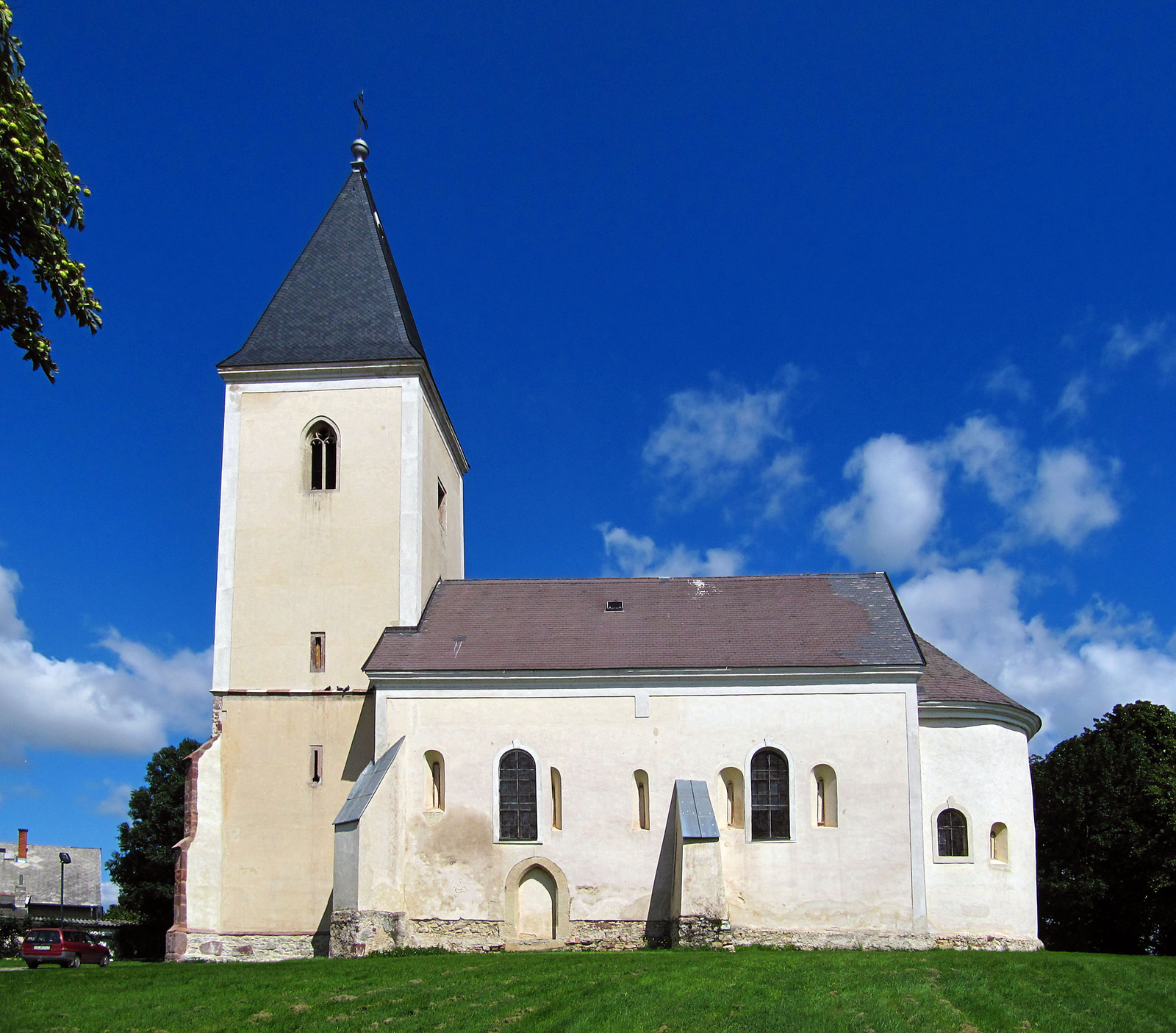
Romersk-katolska kyrkan i Szentkirályszabadja.

Szentkirályszabadja är ett samhälle i provinsen Veszprém i Ungern. Szentkirályszabadja ligger i distriktet Veszprém och har en area på 22,39 km². År 2020 hade Szentkirályszabadja totalt 1 943 invånare.